# Dompierre-en-Morvan
Dompierre-en-Morvan är en kommun i departementet Côte-d'Or i regionen Bourgogne-Franche-Comté i östra Frankrike. Kommunen ligger i kantonen Précy-sous-Thil som tillhör arrondissementet Montbard. År 2022 hade Dompierre-en-Morvan 200 invånare.

## Befolkningsutveckling
Antalet invånare i kommunen Dompierre-en-Morvan
Referens:INSEE